# El Espectador
El Espectador är en colombiansk dagstidning. Enligt en undersökning gjord av Le Monde diplomatique är El Espectador en av världens mest högkvalitativa dagstidningar.